# 돌맨가시쥐
돌맨가시쥐(Maxomys dollmani)는 쥐과에 속하는 설치류의 일종이다. 인도네시아에서만 발견된다.

## 특징
보통 크기의 설치류로 꼬리 길이 180~221mm를 제외한 몸길이가 145~175mm이다. 발 길이는 37~38mm, 귀 길이는 21~25mm이다.

## 생태
육상에서 생활하는 종으로 먹이는 열매와 절지동물, 달팽이, 작은 무척추동물이다.

## 분포 및 서식지
술라웨시섬 중부와 남동부 지역의 토착종이다. 해발 1,500m와 1,830m 사이의 일차림 상록수림에서 서식한다.